# ВЛ60
ВЛ60, тип 60, до січня 1963 року — Н6О, — Новочеркаський 6-вісний Однофазний; прізвиська — Шестидесятка, Малюк) — перший в СРСР магістральний електровоз змінного струму, запущений у широкомасштабне виробництво.

## Зародження в Радянському Союзі електровозної тяги на змінному струмі
Уперше в Радянському Союзі питання про електрифікацію залізниць на змінному струмі постало ще в 1920-х роках, коли тільки починали електрифікацію через Сурамський перевал. Найпростіші розрахунки показали, що в майбутньому електрична тяга на постійному струмі з номінальною напругою 3000 В не дасть змогу раціонально вирішити питання збільшення провізної спроможності ліній, шляхом підвищення ваги поїздів і швидкості їх руху. Ці розрахунки показували, що при водінні поїзда масою 10 000 т на підйомі 10 ‰ при швидкості 50 км/год тяговий струм електровозів складатиме більше 6000 А. Це потребувало б збільшення перерізу контактного дроту, а також частішого розташування тягових підстанцій. Загалом вчені порівняли близько двохсот варіантів поєднань виду струму і величини напруги, після чого було ухвалено рішення, що оптимальним варіантом електрифікації на змінному струмі є частота (50 Гц) і напруга 20 000 В. Перша система у світі на той час взагалі ніде не була випробувана (детальніше див. Електрорухомий склад на напрузі 6000 В), а друга була вивчена на мізерному рівні, тому на першій Всесоюзній конференції з електрифікації залізниць було прийнято рішення про спорудження дослідної ділянки, електрифікованої змінним струмом (50 Гц) напругою 20 кВ, а також побудувати електровоз для випробувань.
У жовтні 1938 року на заводі «Динамо», за підтримки Коломенського заводу закінчили будівництво першого в Радянському Союзі електровоза змінного струму, який отримав позначення ОР22 (однофазний, з ртутним випрямлячем, навантаження на вісь — 22 тс). Для спрощення виробництва, механічна частина і тягові двигуни цього електровоза були запозичені від електровозів «Володимир Ленін» і «Сергій Кіров». Після проведення заводських випробувань, електровоз ОР22 відправили на експериментальне кільце ВНДІЗТа, де 19 грудня 1939 року він здійснив свою першу самостійну поїздку під напругою. Подальші випробування даного електровоза показали, що схема електрифікації на змінному струмі високої напруги (20 кВ) і промислової частоти (50 Гц) є оптимальним варіантом. Завдяки цьому відпадає необхідність у застосуванні неекономічного реостатного запуску, зростає швидкість економічних швидкостей, а усунення гальванічного зв'язку між контактною мережею і тяговими електродвигунами дозволяє краще захищати останні від різноманітних перенапруг, а також знизити товщину ізоляції, що в свою чергу призводить до збільшення їхньої питомої потужності. Крім того, принципова схема електровоза (трансформатор—випрямляч—ТЕД) виявилася настільки вдалою, що за її аналогією почали випускати більшість радянських електровозів змінного струму. Сам ОР22 на початку радянсько-німецької війни розібрали.

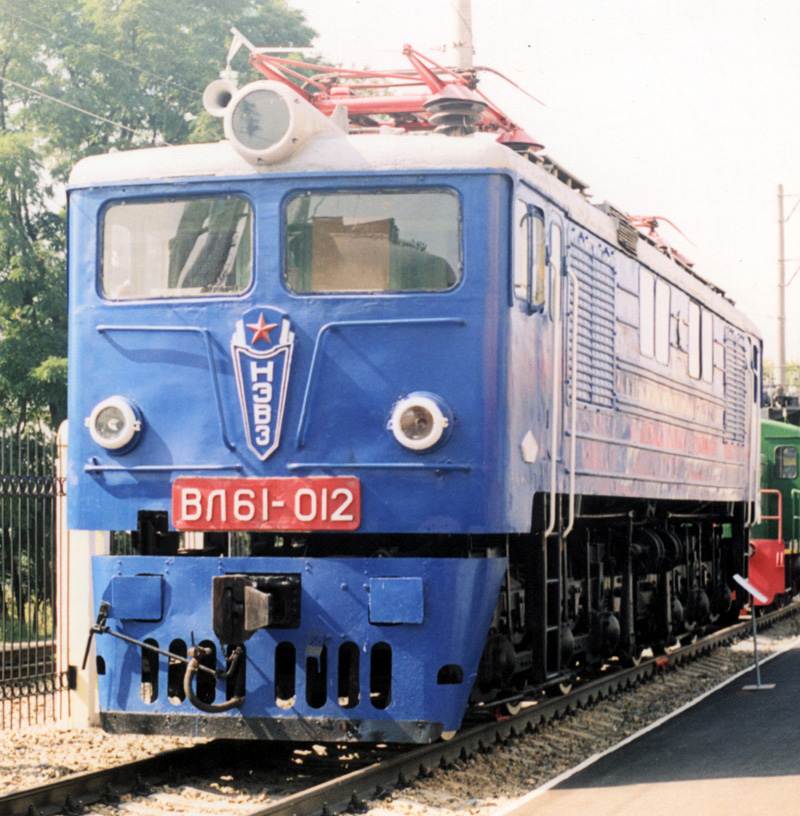
Електровоз НО (ВЛ61)

До електровозів змінного струму в СРСР повернулись на початку 1950-х, якраз у той час передбачалась масова електрифікація залізниць. В 1952 році на Новочеркаському електровозобудівному заводі розпочали проектування нового електровоза змінного струму з ламповими випрямлячами. За рік завод побудував 2 перших електровози, які отримали позначення НО (новочеркаський однофазний). Надалі до 1957 року включно завод побудував ще 10 електровозів даної серії. Як у випадку з ОР22, механічна частина і тягові електродвигуни для цього електровоза запозичили з електровозів постійного струму (цього разу від ВЛ22м). Однак на відміну від ОР22, на НО не було сіткового регулювання, на ньому застосовували ступінчате регулювання (33 позиції). Це спрощувало конструкцію але водночас знижувало тягово -пускові характеристики. Електровози надійшли в експлуатацію на лінію Ожерелье — Павелец (Московська залізниця), яка в 1955—1956 рр. була електрифікована змінним струмом напругою 20 кВ. Експлуатувалися електровози НО (в 1963 році їх позначення змінили на ВЛ61) доволі успішною і підтвердили повну придатність лампових випрямлячів на електровозах. В результаті було прийнято рішення про електрифікацію змінним струмом відразу цілої магістралі; Транссибірської магістралі, а саме: Маріїнськ — Зима, протяжністю 1222 км. Однак вже до того часу радянські заводи розпочали виробництво потужніших локомотивів: електровозів ВЛ8 в тепловозів ТЕ3. Крім цього, прийняття рішення в 1956 році про масовий перехід на електровозну і тепловозну тягу передбачало збільшення ваги поїздів. Таким чином, електровози НО з їхньою годинною потужністю 2400 кВт вже не могли збезпечити провізну здатність на залізницях, це призвело до початку проектування потужнішого електровоза змінного струму.

## Проектування
В 1956 році на Новочеркаському електровозобудівному заводі було розпочато розробку нового шестивісного електровоза змінного струму. Робота проводилась під керівництвом головного конструктора заводу — Б. В. Суслова, який раніше керував проектуванням електровоза НО. В результаті були визначені наступні параметри майбутнього електровоза:
- Вид струму — однофазний 50 Гц, 20 кВ;
- Потужність — 4000 кВт;
- Сила тяги годинного режиму — 33 000 кгс при швидкості 45 км/год;
- Конструктивна швидкість — 110 км/год;
- Маса електровоза — 138 т;
- Діаметр рухомих коліс — 1250 мм.

Від НО, новий електровоз успадкував схему запуску (зустрічно-узгоджене включення обмоток трансформатора, застосування розділових реакторів, 33 пускові позиції) і схему випрямлення (двонапівперіодна з нульовим виводом). Окрім цього, на новому електровозі робоча напруга електродвигунів повинна була дорівнювати 1500 В. Тут вибір конструкторів був невиправданим. Справа в тому, що найбільш оптимальна величина напруги для ТЕД електровозів становить 750—1000 В, тобто в 1,5—2 раза нижче за вибрані параметри.
У книгах В. А. Ракова це пояснюється тим, що при застосуванні напруги 1500 В вага апаратури та власне електровоза в цілому, буде значно вищою, ніж при напрузі 750—1000 В. Однак всього через 2 роки на тому ж заводі був створений новий, потужніший електродвигун НБ-413 (застосовувався на електровозах Н8О) при напрузі 900 В. Варіант, що напруга 1500 В була прийнята для усунення надлишкових перерахунків тягових елементів, неприйнятний. Найвірогідніше пояснення: заводом у майбутньому передбачалось на основі цього електровоза створити електровоз на 2 напруги (в наступному, 1957 році), такий проект проект на НЕВЗ був розроблений. За основу проектного ТЕД був взятий незавершений проект електродвигуна для електровозів постійного струму.
У січні 1957 року було розпочато робоче проектування. Оскільки до того часу перехід із гвинтового зчеплення на автозчеплення СА-3 був офіційно завершений, новий електровоз відразу проектували без буферів. Таким чином він став першим в СРСР локомотивом, на якому не передбачалось встановлення буферів, при цьому автозчеплення прикріплювалось до кузова, а не на візки, що дозволило знизити їхню масу, а також виключити міжвізкове з'єднання, що в свою чергу дозволило встановити тяговий трансформатор у звільнене місце. Також при проектуванні було передбачено з"єднання візків із кузовом замість шкорневих опор, використовували опори кочення (за принципом роботи схожі з перевернутим маятником). У зв'язку з цим, поширена думка, що конструктори запозичили окремі деталі та вузли від електровозів Ф, придбаними Радянським союзом у Франції — це не вірно. Однак дане твердження легко спростувати, оскільки електровоз T-01 (прототип електровозів Ф) був вироблений лише в 1959 році. До того ж, аналогічну конструкцію мали тепловози ТЕП60 та перші ТЕП70.

## Виробництво

### Дослідні електровози Н6О
В грудні 1957 і лютому 1958 року. НЕВЗ побудував 2 перших шестивісних електровози змінного струму напругою 20 кВ — Н6О-001 і Н6О-002.
Конструкція механічної частини електровозів Н60 значно відрізнялася від всіх раніше побудованих в СРСР. Кузов електровоза Н60 служить не тільки для розміщення обладнання і кабін, а також для передачі тягового зусилля. Тому автозчеплення встановлене на рамі кузова, а не на візках, як на ВЛ61. Електровоз ВЛ60 — перший магістральний локомотив, спроектований без буферів. На двох перших електровозах була встановлена двостороння, жорстка косозуба передача від ТЕД до колісних пар, з різним передаточним відношенням, що стало оптимальним рішенням для масового виробництва.
На електровозах Н6О-001 і Н6О-002 були встановлені тягові електродвигуни НБ-410 потужністю 695 кВт і 610 кВт у годинному і тривалму режимах відповідно. На електровозі розміщені дві випрямні установки, кожна з яких має чотири ігнітронних запаяних вентилі з рідинним охолодженням. Схема електричних кіл тягових електродвигунів на електровозах Н6О-001 і Н6О-002 така ж, як і на електровозах серії ВЛ61.
Згідно з даними зважування електровоз Н6О-001 мав більшу вагу ніж планували конструктори — 141,3 т. Після заміни візків із литими боковинами, зварених із листової сталі, вага знизилась 139,6 т. За діаметра коліс 1250 мм і передаточного числа 1:4,19 (Н6О-001) і 1:3,74 (Н6О-002) електровози реалізовували: при годинному режимі — силу тяги 33 100 кг і 29 600 кг, швидкість 45,0 км/год и 50,4 км/год; при тривалому режимі — силу тяги 27 500 кг і 24 600 кг і швидкість 47,5 і 53,2 км/год відповідно. Конструкційна швидкість була знижена до 100 км/год.
У зв'язку з переведенням ділянки Ожерелье — Павелец із напругою 20 кВ на напругу 25 кв на електровозах Н6О-001 та Н6О-002 в 1959 році були замінені первинні обмотки трансформаторів. Надалі електровози модернізували більш серйозно (нові тягові електродвигуни НБ-412М, головні колектори, …), це наблизило їхню конструкцію до серійних локомотивів.

### Масштабне виробництво
Прийняте в жовтні 1958 року рішення про електрифікацію ділянки Маріїнськ — Красноярськ — Зима змінним струмом з здачею в експлуатацію протягом 1959—1960 рр. значно прискорило випуск електровозів ВЛ60 на Новочеркаському електровозобудівному заводі. Вже в 1959 році було побудовано декілька десятків електровозів. Ці електровози будувалися з 1959 року до 1965 року, вони стали основним типом вантажних локомотивів на лініях, які електрифіковані змінним струмом. При цьому завод вдосконалював локомотив даної серії.
На основі результатів експлуатації тягові електродвигуни НБ-410 були модернізовані і отримали позначення НБ-412. Побудовані з розрахунком на меншу номінальну напругу (1450 В проти 1600 В у НБ-410) вони мали натупні параметри: потужність годинного режиму — 647 кВт, тривалого — 564 кВт (проти 695 кВт і 610 Квт у НБ-410 відповідно). Електродвигун став важчим. ТЕД НБ-412 встановлені на електровозах № 003—033.
Також у процесі побудови було змінено кількість ігнітронів (з 8 на перших чотирьох електровозах до 12 на наступних) і схему їхнього з"єднання та монтажу. Наприкінці 1963 року розпочався випуск вдосконаленої моделі ігнітронів, яка встановлювалася на електровози ВЛ60, починаючи з № 1277.
Пізніше з метою підвищення потужності, двигун знову модернізували він отримав позначення НБ-412М. Нова модифікація мала наступні параметри: потужність годинного режиму — 690 кВт, тривалого — 550 кВт. Цими двигунами були оснащені майже всі електровози, які випускалися з 1959 до 1965 рр.
Надалі спроби вдосконалити тягові електродвигуни (в першу чергу підвищити напругу на затискачах) не припинялись, внаслідок чого виникла нова модифікація — НБ-412К. За номінальної напруги 1600 В даний двигун мав натупні параметри: потужність годинного режиму — 800 кВт, тривалого — 675 кВт. Також знизилась маса двигуна. ТЕД НБ-412К почали встановлювати на електровози з № 1810, починаючи з 1965 року.
У процесі серійного виробництва було зроблено багато змін у конструкції електровоза.
Локомотиви серії ВЛ60 спочатку поступили на Красноярську, а потім на Північно-Кавказьку, Північну, Одесько-Кишинівску, Горьківську, Далекосхідну, Південно-Східну залізниці і на ділянку Ожерелье — Павелец Московської залізниці.

### Китай
На основі електровоза Н60 з допомогою СРСР в КНР в 1958 році був спроектований перший китайський магістральний електровоз, який отримав назву 6Y1 (zh). До 1968 року було побудовано 7 таких електровозів.
Починаючи з 1968 року замість ртутних ігнітронів почали використовувати кремнієві випрямлячі. З цього моменту електровоз отримав назву SS1 (Shaoshan 1) і почав випускатися серійно до 1988 року. Всього побудовано 819 електровозів серії SS1.

## Модифікації

### ВЛ60П-001
Наприкінці 1961 року Новочеркаський електровозобудівний завод випустив пасажирський електровоз ВЛ60П-001.
На цьому електровозі встановлені тягові електродвигуни НБ-415, змінена зубчаста передача (передаточне відношення), встановлені електропневматичні гальма. Інше обладнання таке ж, як і на серійних електровозах 1961 року виробництва. За напруги на затискачах 1450 В ТЕД НБ-415 має наступні параметри: потужність годинного режиму — 690 кВт, тривалого — 595 кВт.
При годинному режимі сила тяги 19 000 кг, а швидкість 73,3 км/грл, при тривалому режимі відповідно — 16 900 кг і 75,4 км/год. Швидкість електровоза, відповідає максимальній по якорю — 130 км/год (однак при роботі максимальна швидкість була обмежена 100 км/год для надійнішої роботи двигунів).
Зниження ваги тягового електродвигуна на 1,2 т у порівнянні з тяговими електродвигунами електровоза ВЛ60, застосування алюмінію замість міді, а також полегшення окремих конструкцій дозволило знизити вагу електровоза з 138 до 129 т.
Електровоз ВЛ60П-001 обслуговував пасажирські поїзди на Північно-Кавказькій залізниці.

### ВЛ60П
З метою підвищення швидкості руху пасажирських поїздів, які через відсутність спеціальних пасажирських електровозів змінного струму обслуговувалися вантажними електровозами, в період 1962—1965 рр. частина електровозів серії ВЛ60 випускалася з передаточним відношенням зубчастих коліс 30:82 = 1:2,733 і електропневматичними гальмами. Електровози отримали позначення ВЛ60П (пасажирські).
Електровози ВЛ60П випускалися з тяговими електродвигунами НБ-412К. Швидкість годинного режиму електровозів цієї серії становила 73,3 км/год, тривалого — 77,1 км/год. Максимальна швидкість становила 110 км/год.
Всього побудовано 301 електровоз цієї серії.

### ВЛ60Р
В 1962 році були побудовані два дослідні електровоза серії ВЛ60 з рекуперативним гальмуванням. Після успішних випробувань в 1964—1966 рр. була випущена серія подібних електровозів із рекуперацією, кількістю 85 локомотивів. Серія отримала позначення ВЛ60Р.

### ВЛ60К
Після побудови дослідних електровозів ВЛ62 з кремнієвими випрямними установками Новочеркаський електровозобудівний завод наприкінці 1962 року побудував два електровоза ВЛ60К.

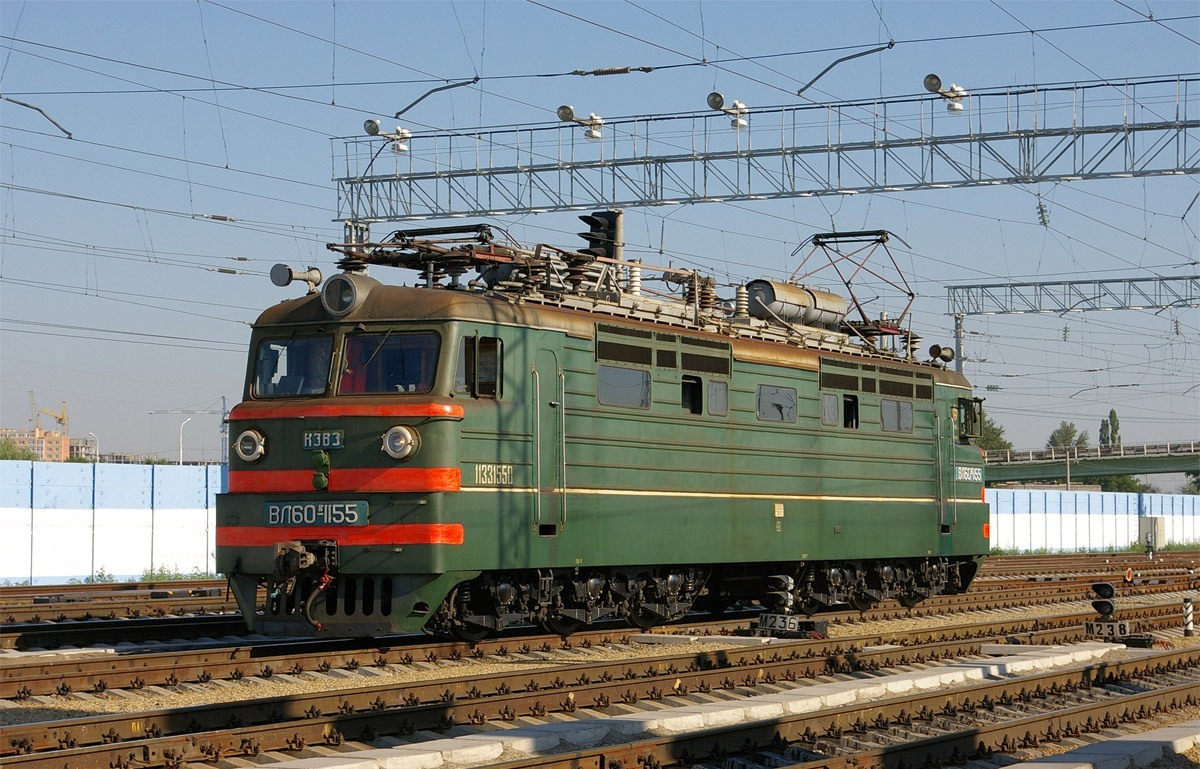
Електровоз ВЛ60^{К}−1155

Електровоз ВЛ60К−002 пройшов випробування. Електровоз ВЛ60К−001 після виходу з заводу відразу надійшов в експлуатацію на Північно-Кавказьку залізницю.
У 1963 році НЕВЗ виготовив ще декілька електровозів ВЛ60К із тяговими електродвигунами НБ-412М, а в другій половині 1965 року завод замість електровозів ВЛ60 розпочав будівництво електровозів ВЛ60К із кремнієвими випрямними установками і тяговими електродвигунами НБ-412К. За своїми тяговими характеристиками ці електровози незначно відрізняються від електровозів ВЛ60 з тяговими електродвигунами НБ-412К і мають однакові з ними номінальні значення сили тяги і швидкості при годинному і тривалому режимах.
Загалом  було побудовано 501 електровоз серії ВЛ60К. Таке ж позначення отримали і раніше випущені ВЛ60, переобладнанні з ігнітронних установок на кремнієві.

### ВЛ60ПК(ВЛ60КП)

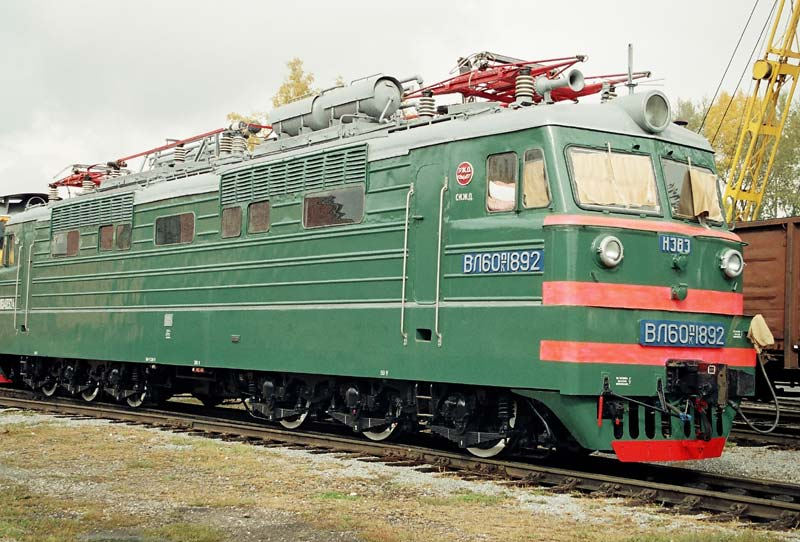
Електровоз ВЛ60пк

Електровози ВЛ60П, обладнанні кремнієвими випрямними установками, а також ВЛ60К, переобладнані пасажирські.

### ВЛ60КУ
11 електровозів були переобладнані з ВЛ60К із введенням плавного регулювання напруги на виводах тягових електродвигунів і одночасно безструмової комутації при цьому регулюванні. Індекс «У» означає (рос. управляемый).

### ВЛ60КР
Протягом 1971—1973 рр. розроблявся проект Переобладнання електровоза ВЛ60К для роботи з рекуперативним гальмуванням. Дослідний електровоз отримав позначення ВЛ60КР−2370 і в серпні 1974 року розпочалися його випробування.